# Nikolai Vekšin
Nikolai Vekšin, znany także jako Nikolai Wekschin (ur. 23 maja 1887 w Haapsalu, zm. 15 stycznia 1951 w Norylsku) – estoński żeglarz, medalista olimpijski.
Ukończył Szkołę Karola Maya (Petersburg) i Petersburski Państwowy Instytut Technologiczny. Żeglarstwo zaczął trenować w 1911 roku w lokalnym klubie żeglarskim. Pojechał na Letnie Igrzyska Olimpijskie 1912, jednak był tam tylko rezerwowym (w kadrze reprezentacji Rosji).
Był kapitanem estońskiej łodzi Tutti V, której załoga zdobyła dla Estonii brązowy medal w klasie 6 metrów (Amsterdam 1928).
W latach 1925-1940 pracował w fabryce papierów i kartonów i był członkiem zarządu Estońskiego Klubu Żeglarskiego. Po II wojnie światowej kontynuował uprawianie żeglarstwa, w 1945 roku został wicemistrzem ZSRR. 
W 1949 roku aresztowany przez NKWD z powodu członkostwa w armii Nikołaja Judenicza (Biali). Wywieziono go do łagru w Norylsku, w którym zmarł na początku 1951 roku.